# Tunulliarfik
Il Tunulliarfik (o Tunugdliarfik, danese Eriks Fjord) è un fiordo della Groenlandia di 60 km. Si trova a 61°00'N 45°35'O; appartiene al comune di Kujalleq.